# Roger Godino

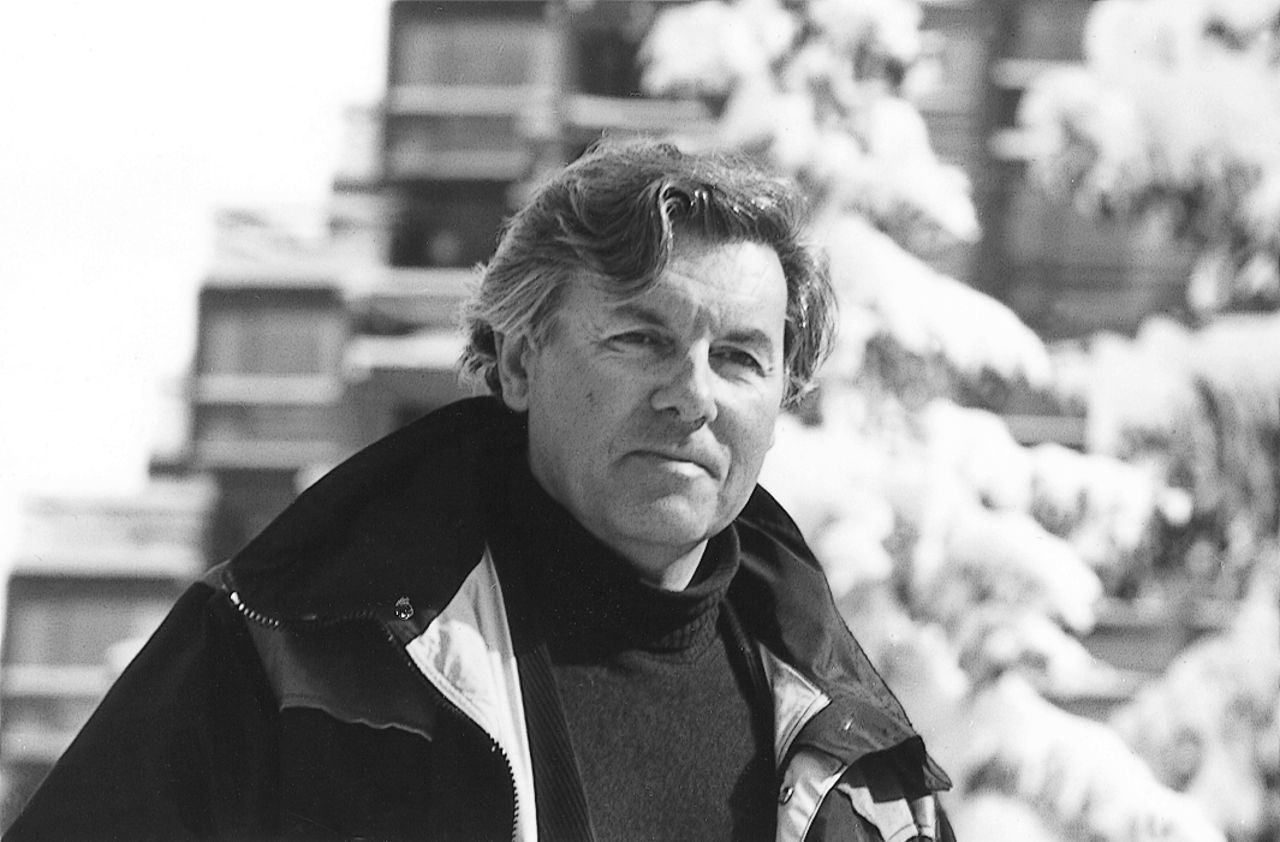
Roger Godino

Roger Godino (Chambéry, 17 februari 1930 – Parijs, 18 september 2019) was een Frans econoom, ondernemer, ontwikkelaar, politicus en auteur. Hij was met Robert Blanc de oprichter van het wintersportgebied Les Arcs. Tussen 1988 en 1991 werkte hij voor Frans eerste minister Michel Rocard (PS). Van 1989 tot 1997 zetelde hij in de gemeenteraad van zijn geboortestad Chambéry. Tussen 1999 en 2001 zat Godino de nonprofit Action contre la faim voor. Later nog was hij betrokken bij de reformistische, centrumlinkse denktanks Terra Nova en Gracques. Godino schreef een aantal non-fictieboeken over arbeid, innovatie en politiek.

## Erkenningen
- 1992 - Officier in het Legioen van Eer
- 1998 - Prix des neiges
- 2002 - Commandeur in de Nationale Orde van Verdienste
- 2013 - Commandeur in het Legioen van Eer